# Bursera itzae
Bursera itzae là một loài thực vật có hoa trong họ Burseraceae. Loài này được Lundell mô tả khoa học đầu tiên năm 1968.